# Vittorio Zironi
Vittorio Zironi (Pianoro, 12 novembre 1916 – Gabicce Mare, 21 luglio 1999) è stato un artigiano italiano. È conosciuto come ideatore e fondatore del Museo della tappezzeria.

## Biografia

### 1916-1945
Vittorio Zironi nasce da una famiglia di modeste origini e a dodici anni inizia a lavorare come ragazzo di bottega nella Tappezzeria Sassi sotto il Pavaglione a Bologna, dove impara le basi di quello che poi diventò il suo lavoro e passione.
Da ragazzo conosce Bruna Brini, sua futura moglie, compagna di sempre nel lavoro e nella vita.
È chiamato alle Armi di leva nel 2º Reggimento "Granatieri di Sardegna", mobilitato dal 19 giugno 1940 al 30 novembre 1945, partecipa alla guerra sul fronte occidentale e nel luglio viene promosso Sottoufficiale del 2º Reggimento "Granatieri di Sardegna".
Rientrato in patria, prende parte sempre nel 2º Reggimento "Granatieri di Sardegna" alla Mancata difesa di Roma dall'8 al 10 settembre e in conseguenza viene fatto prigioniero di Guerra e trasportato in Germania.
Viene deportato prima nel campo di concentramento Stalag VIII C nei pressi di Sagan in Germania (ora Żagań in Polonia) e poi nel campo di concentramento Stalag VIII-A nei pressi di Goerlitz a quei tempi in Germania, oggi Zgorzelec, in Polonia. Passa 20 mesi in prigionia e viene obbligato ai lavori forzati 5 mesi in uno zuccherificio, 9 mesi in miniera di carbone alla profondità di 700 m, 1 mese in una fabbrica di benzina, 3 mesi in pieno inverno a scavare terra con pala e piccone. In quei momenti di sofferenza, sentendo parlare della distruzione di un Museo di Berlino si disse: Se torno a casa farò a Bologna il Museo della Tappezzeria.
Liberato dalle truppe alleate il 20 aprile 1945, finalmente rientra in Italia il 20 luglio 1945 e congedato il 30 novembre 1945.

### 1945-1966
Al rientro in patria era debolissimo, affamato e bisognoso di cure; i suoi genitori erano giardinieri dei Signori Pisa, proprietari di Villa Spada, e questi gli permisero di abitare la Torre di Villa Spada, dove visse con la moglie Bruna e dove nacque il figlio Stefano.
Dal 1946 ricomincia il suo lavoro da tappezziere e inizia la raccolta per la creazione del Museo, nonostante le difficoltà del momento. In questo progetto trova nel collega Giuseppe Rosa un valido aiuto e incoraggiamento - insieme venivano chiamati qui di straz.
Nel 1950 inaugurò la prima timida mostra con Rosa nel retro del bar Bios, dove la costituente "Associazione Tappezzieri" si riuniva in quanto non aveva una sede fissa - In seguito l'Associazione Tappezzieri & Affini trovò sede in Via Cantarana 6, in locali della Ditta Sassi dove fu allestita una esposizione con quanto si era rimediato: erano complessivamente circa 100 pezzi fra stoffe e accessori.
Nel 1957 la raccolta di reperti venne esposta alla prima mostra selettiva dell'Arte della Tappezzeria nel Palazzo delle Esposizioni a Roma il cui salone d'onore centrale era dedicato al nascente Museo della Tappezzeria.
Il 1º aprile 1958 viene insignito del Brevetto di Maestro d'Arte con diploma n°8 dall'Associazione Nazionale Tappezzieri e Arredatori Italiani.
Dopo altre mostre itineranti, ricerche di fondi e con l'appoggio dell'On. Prof. Giovanni Elkan viene creata l'Associazione e lo Statuto, e dopo vent'anni il 6 novembre 1966 viene inaugurato il Museo Storico Didattico della Tappezzeria nei locali di Palazzo Salina-Brazzetti di via Barberia a Bologna.

### 1966-1999
Nel 1967 viene nominato Cavaliere al merito della Repubblica Italiana.
Negli anni settanta apre in Via Saragozza 23 quella che diventò per oltre trent'anni la sua Tappezzeria.
Il Museo prosegue le sue attività e i reperti aumentano, nel 1985 viene presentato il progetto di ristrutturazione di Villa Spada, nel frattempo diventata di proprietà del Comune di Bologna.
Il 10 giugno 1990, con il restauro in fase di completamento, il Sindaco Renzo Imbeni e l'Assessore alla Cultura Giardini consegnano simbolicamente le chiavi di Villa Spada al Museo e il 5 novembre 1990 con presenti le autorità si inaugura ufficialmente l'attuale sede del Museo della Tappezzeria con il suo laboratorio di restauro tessili e la biblioteca specializzata.

## Tappezzeria, premi e riconoscimenti
In tutta la sua carriera da tappezziere-arredatore riceve innumerevoli premi e medaglie alle numerose mostre e fiere (Tesar, Permanente e Salone del Tessuto Antico di Milano, mostra della Tappezzeria al Castello di Albinea di Reggio Emilia, Salsomaggiore Terme fino alla Mostra dell'Emilia Romagna a San Francisco) alle quali partecipa con le proprie tappezzerie.
Tra i tanti lavori prestigiosi si annoverano la realizzazione dell'imbottitura (1988) dell'antico scranno dell'Università di Bologna, utilizzato da Napoleone, e restaurato in occasione del IX Centenario. Ha realizzato inoltre numerosi lavori di tappezzeria e restauro su commissione della Soprintendenza ai Beni Storici di Bologna e lavori di tappezzeria e arredamento per i film Fatti di gente perbene del regista Mauro Bolognini, e Noi tre di Pupi Avati.

## Onorificenze
- Maestro d'Arte (1958)

- L'Ambrogino d'oro (Comune di Milano 22 gennaio 1972)
- Il Bolognino (Febbraio 1993)
- Il Nettuno d'oro (Comune di Bologna 17 dicembre 1998) "Per aver nobilitato un'attività con il suo Museo"